# Металлікова-Поскрьобишева Броніслава Соломонівна
Броніслава Соломонівна Металлікова-Поскрьобишева (1910, Проскурів — 16 жовтня 1941, Москва) — радянський лікар, дружина відомого державного і політичного діяча СРСР О. М. Поскрьобишева.

## Біографія
Броніслава Соломонівна Металлікова народилася в українському місті Проскурів (нині Хмельницький). Здобула вищу медичну освіту. Працювала лікарем-ендокринологом у Науково-дослідному інституті ендокринології при Наркоматі охорони здоров'я РРФСР. Була дружиною Олександра Поскрьобишева з 1934 по 1941 рік. Мала двох дочок — Галину (29 березня 1932—2005) і Наталію (7 січня 1938 року — 12 вересня 2006).
Особливу популярність отримали сумні події, пов'язані з висунутими проти неї та її брата помилковими звинуваченнями в їх контрреволюційній діяльності.
1933 року вона та її брат (хірург Михайло Металліков) відвідали наукову конференцію з ендокринології, що проходила в Парижі. Під час екскурсії містом вони випадково зустріли Льва Львовича Сєдова, з яким були у некровних родинних зв'язках. Після розлучення Броніслави Соломонівни з її першим чоловіком (адвокатом) ця інформація випадково потрапила до рук НКВД і послужила підставою для арешту (6 липня 1937 року) і подальшого розстрілу (31 березня 1939 року) Михайла Соломоновича Металлікова, звинуваченого у зв'язках з К. Д. Троцьким і контрреволюційній діяльності (перша справа лікарів, реабілітований 7 березня 1956 року). Завдяки участі Поскрьобишева й всупереч побажанням Лаврентія Берія, звинувачення з Металлікової-Поскрьобишевої були зняті, але з умовою, що її ім'я ніколи більше не зустрінеться в подібних справах.
Однак 1939 року з наполегливим проханням родичів Броніслава Соломонівна пішла на Луб'янку до Берія просити його про звільнення з-під варти свого брата Михайла Соломоновича Металлікова. Її подальша доля залишається невідомою. Автомобіль, на якому вона приїхала, був відправлений назад співробітниками НКВС. Додому вона так і не повернулася. На питання Поскрьобишева про долю дружини Берія відповідав, що її відвезли додому. Збережені документи свідчать[джерело не вказане 2599 днів] про те, що її заарештували і засудили 22 вересня 1941 року до смертної кари. Їй були пред'явлені ті ж звинувачення, що і її братові. 16 жовтня 1941 року, при підході німецьких військ до Москви, її розстріляли. Була поховано в загальній могилі неподалік від Москви в Комунарці. Згодом вона була реабілітована (10 жовтня 1957 року) і умовно похована в стіні на Новодівичому кладовищі.
Всі спроби Поскрьобишева визволити її з рук Берії виявилися безуспішними, а йому самому було рекомендовано знайти нову дружину. Так Поскрьобишев став для дітей Броніслави Соломонівни «батьком і матір'ю в одній особі».